# 阿卜杜勒·拉赫曼·哈勒卜
阿卜杜勒·拉赫曼·哈勒卜（英語：Abdul Rahman Ghaleb），被称为阿布·萨义德（英語：Abu Sayed），是一名巴基斯坦伊斯兰激进分子，他曾领导伊斯兰国呼罗珊省。

## 生平
1980年代，阿卜杜勒·拉赫曼·哈勒卜出生于巴基斯坦联邦直辖部落地区的巴焦尔地区。1990年代，他加入了执行先知穆罕默德法典运动（TNSM），后来在阿富汗，与塔利班并肩作战。2001年塔利班政府倒台后，他回到巴焦尔从事伊斯兰研究，并被提升为TNSM的卡迪。他与马拉维·法吉尔·穆罕默德关系密切，2007年加入了后者领导的巴基斯坦塔利班运动。2011年，阿卜杜勒·拉赫曼成为是巴基斯坦塔利班运动在巴焦尔的领导人助理。他在2012年的一次空袭中，巴焦尔领导人贾马尔·赛义德被杀，阿卜杜勒·拉赫曼一度被错误地报告死于该次空袭。
2014年2月，阿布·巴克尔代替贾马尔·赛义德出任伊斯兰国呼罗珊省分部，之后阿布·巴克尔加入伊斯兰国呼罗珊省分部，阿卜杜勒·拉赫曼也跟随其一同加入。2016年8月下旬，阿卜杜勒·拉赫曼成为楠格哈尔省的埃米尔。据报道称，他还是阿卜杜勒·哈西卜·洛加里的副手。阿卜杜勒·拉赫曼还负责将伊斯兰国的力量扩展至库纳尔省。2017年4月，他接受了电台采访，称圣战将继续进行，直到征服美国并将其公民改变信仰。

### 死亡
据报道，2017年7月11日美国在库纳尔省瓦塔普尔地区发动一次无人机袭击，阿卜杜勒·拉赫曼·哈勒卜丧生。